# Iker Pou Azkarraga
Iker Pou Azkarraga (5 de febrer de 1977, Vitòria, País Basc) és un professional basc de l'escalada lliure.
Va aconseguir la segona repetició mundial de la ruta "Action Directe" (Frankenjura, Alemanya). Ha col·leccionat bastants vies 8a, 8b + i 8c i és el primer escalador de l'estat que ha completat tres vies de nivell 9a. L'abril de 2006 es va convertir en el segon escalador que aconseguia una via 8c estil flaix (completant la ruta al primer intent amb només l'experiència d'un altre escalador com a referència). Junt amb el seu germà gran, Eneko Pou, va completar l'escalada lliure de la paret més emblemàtica de cadascun dels set continents (projecte 7 Cims, 7 Continents).